# Persone di nome Spencer
| Questa pagina contiene informazioni ricavate automaticamente dalle voci biografiche con l'ausilio del template Bio e di un bot. L'aggiornamento è periodico e automatico e ricostruisce completamente la pagina. Se manca una persona in questa lista, sei pregato di non aggiungerla, ma accertati piuttosto che la sua voce biografica contenga il template Bio e che i dati anagrafici siano correttamente compilati. Se il template Bio manca, inseriscilo tu stesso o, in alternativa, metti l'avviso {{tmp\|Bio}} che ne segnala la mancanza. Se i dati riportati sono sbagliati, correggi direttamente la voce biografica; le modifiche saranno visibili in questa lista entro pochi giorni. Per chiarimenti vedi il progetto antroponimi. La lista contiene solo le 64 persone che sono citate nell'enciclopedia e per le quali è stato implementato correttamente il template Bio. Pagina aggiornata al 16 ott 2024. |

Questa è una lista di persone presenti nell'enciclopedia che hanno il prenome Spencer, suddivise per attività principale.

## Allenatori di pallacanestro(1)
- Spencer Nelson, allenatore di pallacanestro e ex cestista statunitense (Pocatello, n. 1980)

## Attori(14)
- Spencer Bell, attore statunitense (Lexington, n. 1887 - Los Angeles, † 1935)
- Spencer Boldman, attore statunitense (Dallas, n. 1992)
- Spencer Breslin, attore, doppiatore e musicista statunitense (New York, n. 1992)
- Spencer Charters, attore statunitense (Duncannon, n. 1875 - Hollywood, † 1943)
- Spencer Treat Clark, attore statunitense (New York, n. 1987)
- Spencer Daniels, attore statunitense (Tarzana, n. 1992)
- Spencer Drever, attore canadese (n. 2003)
- Spencer Fox, attore e doppiatore statunitense (New York, n. 1993)
- Spencer Garrett, attore statunitense (Los Angeles, n. 1963)
- Spencer List, attore statunitense (Miami, n. 1998)
- Spencer Lofranco, attore canadese (Toronto, n. 1992)
- Spencer Pratt, attore statunitense (Los Angeles, n. 1983)
- Spencer Tracy, attore statunitense (Milwaukee, n. 1900 - Beverly Hills, † 1967)
- Spencer Williams Jr., attore, regista e sceneggiatore statunitense (Vidalia, n. 1893 - Los Angeles, † 1969)

## Attori pornografici(1)
- Spencer Reed, ex attore pornografico statunitense (New York, n. 1983)

## Attrici(2)
- Spencer Grammer, attrice e doppiatrice statunitense (Los Angeles, n. 1983)
- Spencer Locke, attrice statunitense (Winter Park, n. 1991)

## Batteristi(2)
- Spencer Dryden, batterista statunitense (New York, n. 1938 - Petaluma, † 2005)
- Spencer Smith, batterista statunitense (Summerlin, n. 1987)

## Calciatori(3)
- Spencer Keli, calciatore samoano (n. 1985)
- Spencer Sautu, calciatore zambiano (n. 1994)
- Spencer Weir-Daley, calciatore montserratiano (Leicester, n. 1985)

## Canottieri(1)
- Spencer Turrin, canottiere australiano (Maitland, n. 1991)

## Cestisti(7)
- Spencer Butterfield, cestista statunitense (Provo, n. 1992)
- Spencer Dinwiddie, cestista statunitense (Woodland Hills, n. 1993)
- Spencer Dunkley, ex cestista e allenatore di pallacanestro inglese (Wolverhampton, n. 1969)
- Spencer Hawes, ex cestista statunitense (Seattle, n. 1988)
- Spencer Haywood, ex cestista statunitense (Silver City, n. 1949)
- Spencer Parker, ex cestista statunitense (Detroit, n. 1993)
- Spencer Weisz, cestista statunitense (Florham Park, n. 1995)

## Chitarristi(1)
- Spencer Elliott, chitarrista statunitense

## Compositori(1)
- Spencer Williams, compositore, pianista e cantante statunitense (New Orleans, n. 1889 - Flushing, † 1965)

## Dirigenti sportivi(1)
- Spencer Prior, dirigente sportivo, allenatore di calcio e ex calciatore britannico (Southend-on-Sea, n. 1971)

## Fotografi(2)
- Spencer Platt, fotografo statunitense (Westport, n. 1970)
- Spencer Tunick, fotografo statunitense (Middletown, n. 1967)

## Giocatori di football americano(8)
- Spencer Anderson, giocatore di football americano statunitense (Bowie, n. 2000)
- Spencer Brown, giocatore di football americano statunitense (Lenox, n. 1998)
- Spencer Burford, giocatore di football americano statunitense (San Antonio, n. 2000)
- Spencer Drango, giocatore di football americano statunitense (Indianapolis, n. 1992)
- Spencer Larsen, giocatore di football americano statunitense (Mesa, n. 1984)
- Spencer Long, ex giocatore di football americano statunitense (Elkhorn, n. 1990)
- Spencer Rattler, giocatore di football americano statunitense (Phoenix, n. 2000)
- Spencer Ware, giocatore di football americano statunitense (Eunice, n. 1991)

## Militari(2)
- Spencer Compton, II conte di Northampton, ufficiale e politico inglese (n. 1601 - Hopton, † 1643)
- Spencer Stone, ex militare statunitense (Sacramento, n. 1992)

## Musicisti(1)
- Spencer Davis, musicista e polistrumentista britannico (Swansea, n. 1939 - Los Angeles, † 2020)

## Nobili(2)
- Spencer Cavendish, VIII duca di Devonshire, nobile e politico britannico (Cannes, n. 1833 - Whitehall, † 1908)
- Spencer Compton, II marchese di Northampton, nobile inglese (n. 1790 - † 1851)

## Ornitologi(1)
- Spencer Fullerton Baird, ornitologo statunitense (Reading, n. 1823 - Woods Hole, † 1887)

## Pallavolisti(1)
- Spencer Rowe, pallavolista statunitense (n. 1992)

## Pittori(1)
- Spencer Gore, pittore britannico (Epsom, n. 1878 - Richmond upon Thames, † 1914)

## Politici(4)
- Spencer Bachus, politico e avvocato statunitense (Birmingham, n. 1947)
- Spencer Compton, I conte di Wilmington, politico inglese (Londra, n. 1674 - † 1743)
- Spencer Cox, politico statunitense (Mount Pleasant, n. 1975)
- Spencer Perceval, politico inglese (Londra, n. 1762 - Westminster, † 1812)

## Registi(3)
- Spencer Gordon Bennet, regista cinematografico statunitense (Brooklyn, n. 1893 - Santa Monica, † 1987)
- Spencer Rice, regista e scrittore canadese (Toronto, n. 1963)
- Spencer Susser, regista, sceneggiatore e montatore statunitense (n. 1977)

## Sciatori alpini(2)
- Spencer Smith, sciatore alpino statunitense (n. 1998)
- Spencer Wright, sciatore alpino statunitense (n. 1999)

## Snowboarder(1)
- Spencer O'Brien, snowboarder canadese (n. 1988)

## Tennisti(1)
- Spencer Gore, tennista e crickettista britannico (Wimbledon Common, n. 1850 - Ramsgate, † 1906)

## Triatleti(1)
- Spencer Smith, triatleta britannico (n. 1973)